# Измаильский консервный завод
ОАО «Измаильский консервный завод» — недействующее предприятие пищевой промышленности в городе Измаил. Занимал лидирующие позиции по объёмам производства консервированной продукции в регионе.

## История

### Основание
Предприятие было основано в начале 1950-х годов на берегу реки Дунай.
В 1954 консервный завод начал свою производственную деятельность.
В 1957 году была введена вторая очередь производственных мощностей. Первым директором стал Леонид Маринчик.

### Функционирование
В середине 1950-х годов предприятие освоило выпуск консервированного зелёного гороха, томатного сока и томатной пасты.
В 1959 году был построен Дом Культуры завода с кинотеатром на 550 мест. Продукция предприятия шла не только на внутренний рынок, но и на экспорт. В 1958 предприятие перешло в введение Одесского совнархоза. В 1960 году на территории завода установили памятник В. И. Ленину.
В 1975 году на заводе ввели систему автоматизированного контроля производством.
С 1970 года на базе предприятия действует конгломерат — Измаильское производственно-аграрное объединение консервной промышленности, в который также вошли совхозы сел Измаильского и Килийского районов, Килийский томатный цех и 66 колхозов. Вместе с объединением «Одесскислородовощпром» конгломерат производил 80 % всех плодовоовощных консервов области. Эффективная работа объединения велась за счет большой концентрации овощных посевов и наличию оросительных систем в Измаильском, Килийском и Болградском районах.
С 1986 по 1990 год введены мощности по производству 4 миллион условных банок консервов детского питания.
В 1989 году был проведен капитальный ремонт Дома культуры завода на сумму более 100 тысяч рублей.
В 1993 введены мощности по производству 10 миллионов условных банок плодовоовощных консервов.

### Упадок
В 1991-м году производство предприятия начало сокращаться. В этом же году на территории завода был снесен памятник В. И. Ленину.
В 1992 году был закрыт Дом Культуры. Прибыль предприятия стремительно сокращалась.
23.01.2001 Измаильский консервный завод был признан банкротом хозяйственным судом Киевской области.
В 2002 году украинско-американская компания «Ирэн» приобрела акции завода, однако уже через год новым собственником предприятия стала фирма «Сиден».
С 2005 года компания «Трайтон Петрол Лимитед С. А.» приобрела территорию завода для хранения и транспортировки нефтепродуктов. «Трайтон Петрол Лимитед С. А.» инвестировала большие средства в проведение реконструкции бывшего мазутохранилища Измаильского консервного завода. На территории складов создана зона таможенного контроля. Услугами компании пользуются как украинские, так и зарубежные судовладельцы, самым крупным клиентом компании является Украинское Дунайское пароходство. Компания восстановила памятник павшим во время Отечественной войны героям-освободителям Измаила и центральный городской фонтан у Покровского собора. Также регулярно она оказывала шефскую помощь средней школе № 8 и Измаильскому Дому ребенка.